# Revest-les-Roches
Pour les articles homonymes, voir Revest.
Revest-les-Roches [ʁəvɛst le ʁɔʃ] est une commune française située dans le département des Alpes-Maritimes en région Provence-Alpes-Côte d'Azur. Ses habitants sont appelés les Revestois.

## Géographie

### Localisation
Commune située entre Toudon à 6 km, et Gilette à 7 km.

### Géologie et relief
La commune se compose de 27,14 hectares de territoires agricoles (3,11 %) et 844,56 hectares de forêts et milieux semi-naturels (96,85 %).

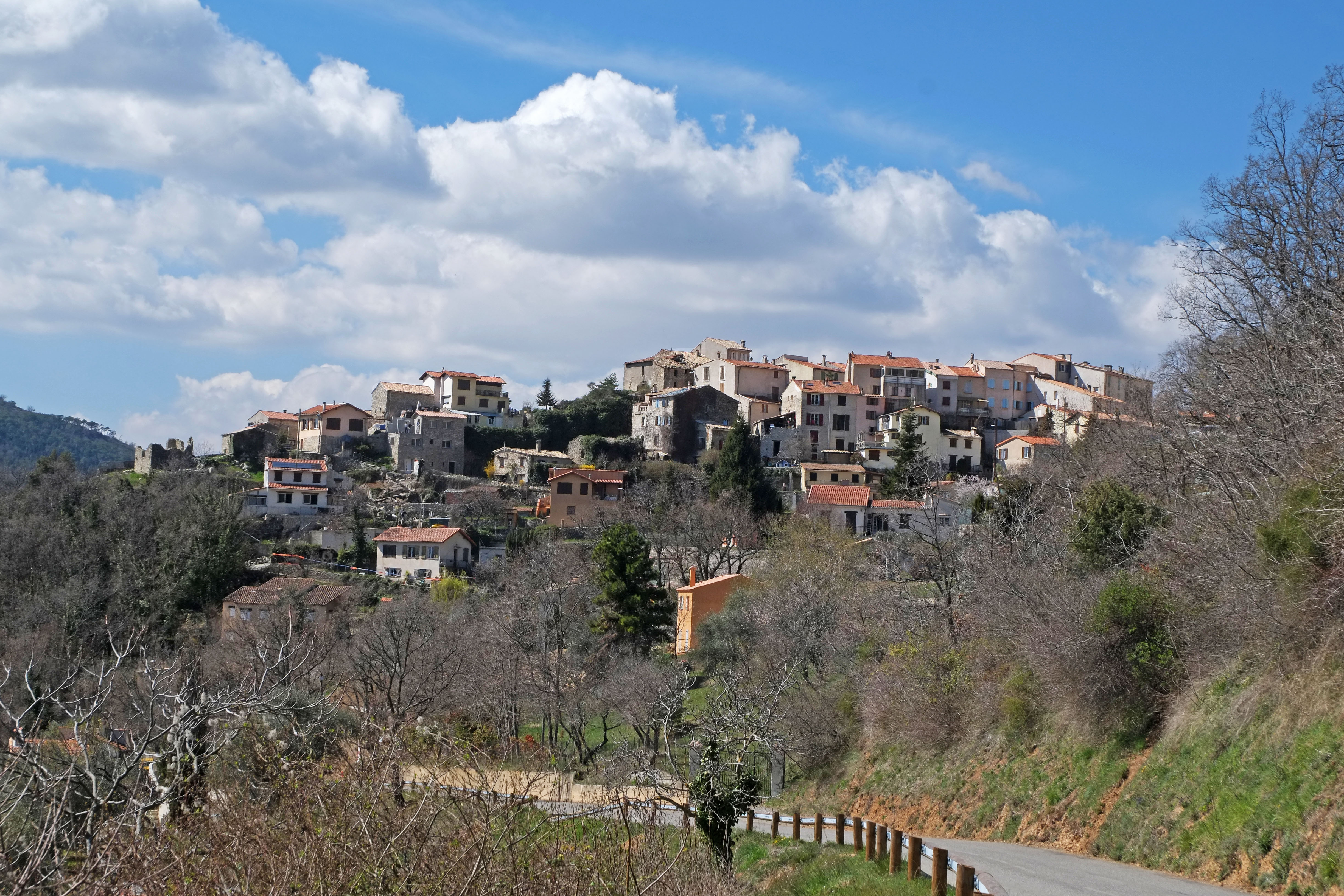
Vue sur le village de Revest-les-Roches en allant vers Bonson.

Commune du Parc naturel régional des Préalpes d'Azur, Revest-Les-Roches est située en rive droite du fleuve le Var, dans une zone montagneuse. Le point culminant de la commune se situe à 1541 mètres d'altitude, mais le village est plus bas, à 852 mètres, au pied du Mont Vial,.

### Catastrophes naturelles - Sismicité
Le 2 octobre 2020, de nombreux villages des diverses vallées des Alpes-Maritimes (Breil-sur-Roya, Fontan, Roquebillière, St-Martin-Vésubie, Tende...) sont fortement impactés par un "épisode méditerranéen" de grande ampleur. Certains hameaux sont restés inaccessibles jusqu'à plus d'une semaine après la catastrophe et l'électricité n'a été rétablie que vers le 20 octobre. L'Arrêté du 7 octobre 2020 portant reconnaissance de l'état de catastrophe naturelle a identifié 55 communes, dont Revest-les-Roches, au titre des "Inondations et coulées de boue du 2 au 3 octobre 2020".
Commune située dans une zone de sismicité moyenne.

### Hydrographie et les eaux souterraines
Cours d'eau traversant la commune :
- Le Var (fleuve).
- Sources de la Bouisse, source Lafly, source de la Fuon d’Audié Inférieure[8].
- Ruisseau du Serse et de Vestoasc.

### Climat
Pour des articles plus généraux, voir Climat de Provence-Alpes-Côte d'Azur et Climat des Alpes-Maritimes.
En 2010, le climat de la commune est de type climat méditerranéen altéré, selon une étude du Centre national de la recherche scientifique s'appuyant sur une série de données couvrant la période 1971-2000. En 2020, Météo-France publie une typologie des climats de la France métropolitaine dans laquelle la commune est exposée à un climat méditerranéen et est dans la région climatique Var, Alpes-Maritimes, caractérisée par une pluviométrie abondante en automne et en hiver (250 à 300 mm en automne), un très bon ensoleillement en été (fraction d’insolation > 75 %), un hiver doux (8 °C) et peu de brouillards.
Pour la période 1971-2000, la température annuelle moyenne est de 12,3 °C, avec une amplitude thermique annuelle de 15,3 °C. Le cumul annuel moyen de précipitations est de 1 167 mm, avec 6 jours de précipitations en janvier et 3,8 jours en juillet. Pour la période 1991-2020, la température moyenne annuelle observée sur la station météorologique de Météo-France la plus proche, « Levens », sur la commune de Levens à 6 km à vol d'oiseau, est de 12,9 °C et le cumul annuel moyen de précipitations est de 982,1 mm. 
La température maximale relevée sur cette station est de 35,1 °C, atteinte le 28 juin 2019 ; la température minimale est de −7,8 °C, atteinte le 6 février 2012,,.
Les paramètres climatiques de la commune ont été estimés pour le milieu du siècle (2041-2070) selon différents scénarios d'émission de gaz à effet de serre à partir des nouvelles projections climatiques de référence DRIAS-2020. Ils sont consultables sur un site dédié publié par Météo-France en novembre 2022.

### Voies de communications et transports

#### Voies routières
Accès par la M 901 à partir de la Route nationale 202, puis par la départementale 27 à partir de Gilette.

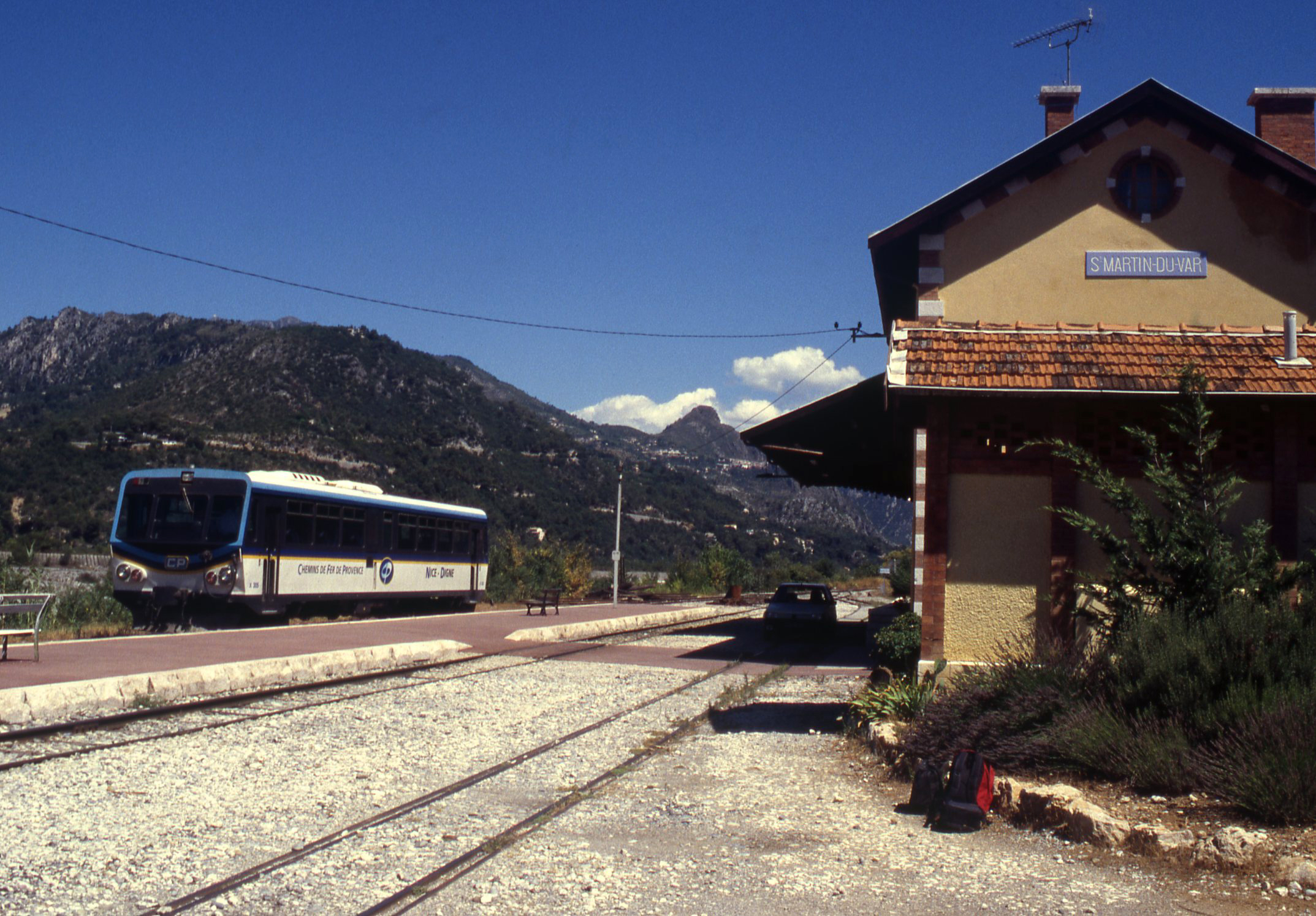
CP station Saint-Martin-du-Var.

#### Transports en commun
Transport en Provence-Alpes-Côte d'Azur
- Commune desservie par le réseau Lignes d'Azur[18].

#### Lignes SNCF
- Gare de Saint-Martin-du-Var à 16,7 kms[19], Ligne de Nice à Digne.

### Intercommunalité
Depuis le 1er janvier 2014, Revest-les-Roches fait partie de la communauté de communes des Alpes d'Azur. Elle était auparavant membre de la communauté de communes de la vallée de l'Estéron, jusqu'à la disparition de celle-ci lors de la mise en place du nouveau schéma départemental de coopération intercommunale.
| Malaussène          | Tournefort        | Utelle  |
| Tourette-du-Château | Revest-les-Roches | Duranus |
|                     | Gilette           | Bonson  |

## Urbanisme
Revest-les-Roches dispose d'une carte communale.

### Typologie
Au 1er janvier 2024, Revest-les-Roches est catégorisée commune rurale à habitat dispersé, selon la nouvelle grille communale de densité à 7 niveaux définie par l'Insee en 2022.
Elle est située hors unité urbaine. Par ailleurs la commune fait partie de l'aire d'attraction de Nice, dont elle est une commune de la couronne,. Cette aire, qui regroupe 100 communes, est catégorisée dans les aires de 200 000 à moins de 700 000 habitants,.

### Occupation des sols
L'occupation des sols de la commune, telle qu'elle ressort de la base de données européenne d’occupation biophysique des sols Corine Land Cover (CLC), est marquée par l'importance des forêts et milieux semi-naturels (97 % en 2018), une proportion identique à celle de 1990 (97 %). La répartition détaillée en 2018 est la suivante : 
forêts (85,1 %), espaces ouverts, sans ou avec peu de végétation (10,7 %), zones agricoles hétérogènes (3 %), milieux à végétation arbustive et/ou herbacée (1,1 %).
L'évolution de l’occupation des sols de la commune et de ses infrastructures peut être observée sur les différentes représentations cartographiques du territoire : la carte de Cassini (XVIIIe siècle), la carte d'état-major (1820-1866) et les cartes ou photos aériennes de l'IGN pour la période actuelle (1950 à aujourd'hui).

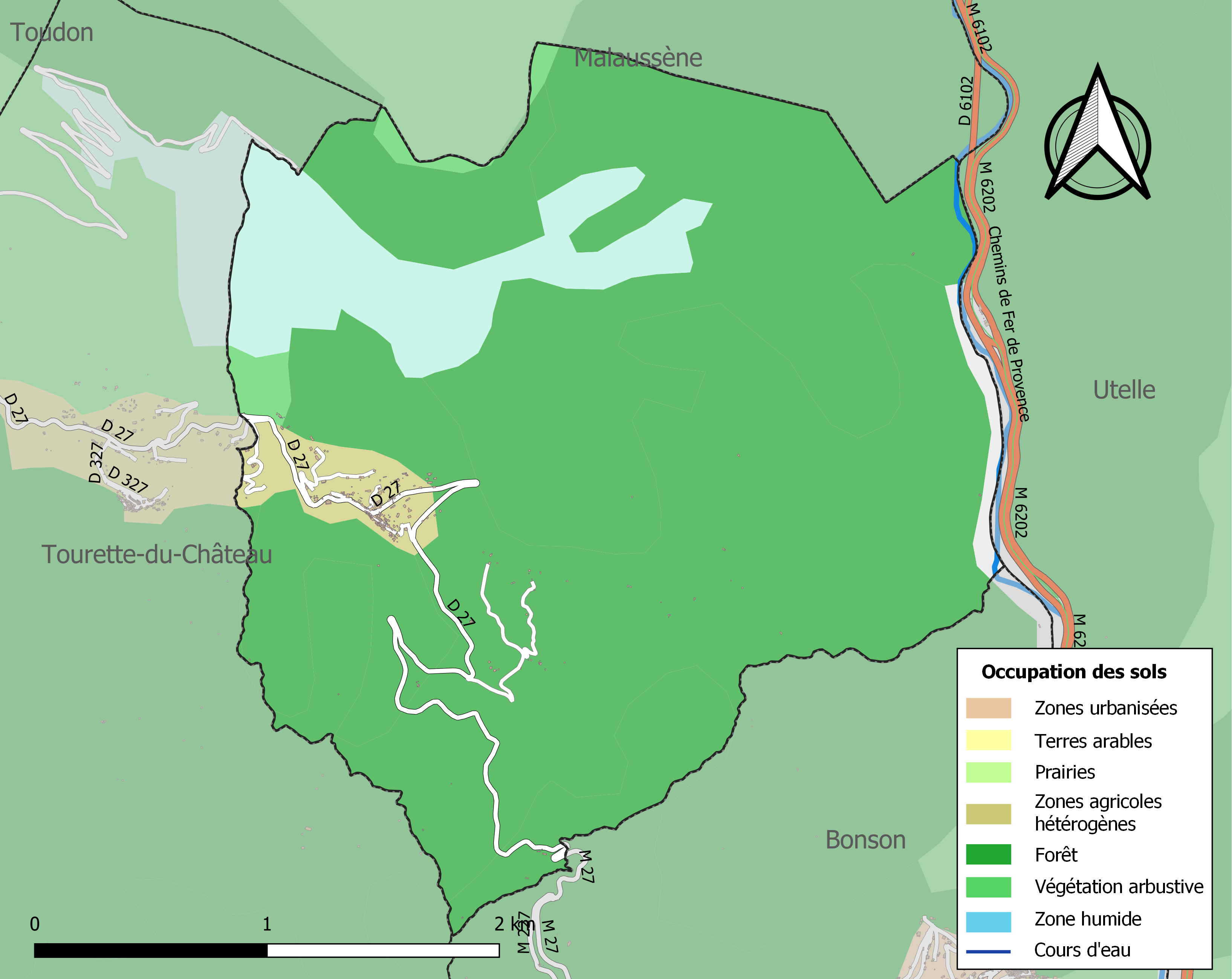
Carte de l'occupation des sols de la commune en 2018 (CLC).

## Toponymie
Le nom du village, tel qu’il apparaît la première fois en 1007 (Revestis), est tiré de l’occitan revèst, variante de revers, et désignant un site exposé au nord.

## Histoire
Le village est mentionné dans une donation faite le 20 novembre 1032, par le monastère de Saint-Véran, à la commune, d'un pied de vigne. Une autre donation, à l'abbaye de Lérins, de l'église Saint-Laurent, est faire le 29 août 1091.
La séparation de Tourette, initialement chef-lieu et syndic de la communauté Tourtette Revest, en deux communes est intervenue en 1871. Revest de l'Estéron deviendra Revest-les-Roches en 1930.

## Politique et administration

### Liste des maires
| Période                                  | Période   | Identité                | Étiquette | Qualité                       |
| ---------------------------------------- | --------- | ----------------------- | --------- | ----------------------------- |
| 1910                                     | 1919      | Marcellin Gastaud       |           |                               |
| Les données manquantes sont à compléter. |           |                         |           |                               |
| 1929                                     | 1932      | Pierre-Augustin Gastaud |           |                               |
| 1932                                     | 1953      | Emile Gastaud           |           |                               |
| 1953                                     | 1958      | Gaspard Vivaldi         |           |                               |
| 1958                                     | 1971      | Jeanne Pernet-Dufay     |           |                               |
| mars 1971                                | mars 2008 | Jean-Louis Moriano      |           |                               |
| mars 2008                                | 2020      | René Gildoni            | DVD       | Retraité                      |
| 2020                                     | En cours  | Yves Mehr               |           | Cadre de la fonction publique |

### Rattachements administratifs et électoraux
La commune appartient au Canton de Vence.

### Politique environnementale
- Zone naturelle d'intérêt écologique, faunistique et floristique vallée de l'Estéron oriental d'Aiglun à Gilette[32].
- La commune dispose d'une station d'épuration[33],[34].

## Population et société

### Démographie

#### Pyramide des âges
L'évolution du nombre d'habitants est connue à travers les recensements de la population effectués dans la commune depuis 1872. Pour les communes de moins de 10 000 habitants, une enquête de recensement portant sur toute la population est réalisée tous les cinq ans, les populations de référence des années intermédiaires étant quant à elles estimées par interpolation ou extrapolation. Pour la commune, le premier recensement exhaustif entrant dans le cadre du nouveau dispositif a été réalisé en 2005.

En 2022, la commune comptait 235 habitants, en évolution de +0,86 % par rapport à 2016 (Alpes-Maritimes : +2,85 %, France hors Mayotte : +2,11 %).
| 1872 | 1876 | 1881 | 1886 | 1891 | 1896 | 1901 | 1906 | 1911 |
| ---- | ---- | ---- | ---- | ---- | ---- | ---- | ---- | ---- |
| 189  | 149  | 148  | 160  | 118  | 128  | 126  | 115  | 103  |

| 1921 | 1926 | 1931 | 1936 | 1946 | 1954 | 1962 | 1968 | 1975 |
| ---- | ---- | ---- | ---- | ---- | ---- | ---- | ---- | ---- |
| 87   | 70   | 105  | 102  | 59   | 41   | 40   | 25   | 25   |

| 1982 | 1990 | 1999 | 2005 | 2006 | 2010 | 2015 | 2020 | 2022 |
| ---- | ---- | ---- | ---- | ---- | ---- | ---- | ---- | ---- |
| 49   | 122  | 162  | 192  | 197  | 212  | 230  | 229  | 235  |

### Enseignement
La commune dépend de l'académie de Nice.
Établissements d'enseignements :
- L'école du Rocher accueille les élèves de maternelle et de primaire sur la commune de Toudon.
- Les collégien se rendent au Collège Ludovic Bréa, à Saint-Martin-du-Var[40].
- Les lycées sont à Vence, Drap.

### Manifestations culturelles et festivités
La fête votive du village est organisée annuellement, au mois d'août, sous le patronage de saint Laurent.

### Santé
Professionnels et établissements de santé :
- Médecins à Gilette, Levens, Bouyon,
- Pharmacies, Levens, Saint-Martin-du-Var,
- Hôpitaux à Villars-sur-Var, Saint-Jeannet.

### Sports
La Vertical Haut Vial est un trail organisé annuellement, au départ du vallon du Vial. Cette course comprend 2 formules : un trail, de dénivelée positive de 1 350 mètres, sur 7 km, et une randonnée de dénivelée positive de 750 mètres, également sur 7 km. La vertical a lieu le premier dimanche du mois d'août.

### Cultes
- Culte catholique, Paroisse Notre-Dame de Miséricorde[44], Diocèse de Nice.

## Économie

### Entreprises et commerces

#### Agriculture
- Culture de légumes, de melons, de racines et de tubercules.
- Agropastoralisme.

#### Tourisme
- Bar, restaurant[45].
- Gîtes de vacances[46].

#### Commerces et services
- Commerces de proximité à Toudon, Gilette.
- L' Escapade / Maison médicalisée, EHPAD[47].

### Revenus de la population et fiscalité

#### Finances locales
Pour l'année 2017, les dépenses de fonctionnes atteignaient 232 064 €, dont près d'un tiers pour les charges de personnel.

### Budget et fiscalité 2023

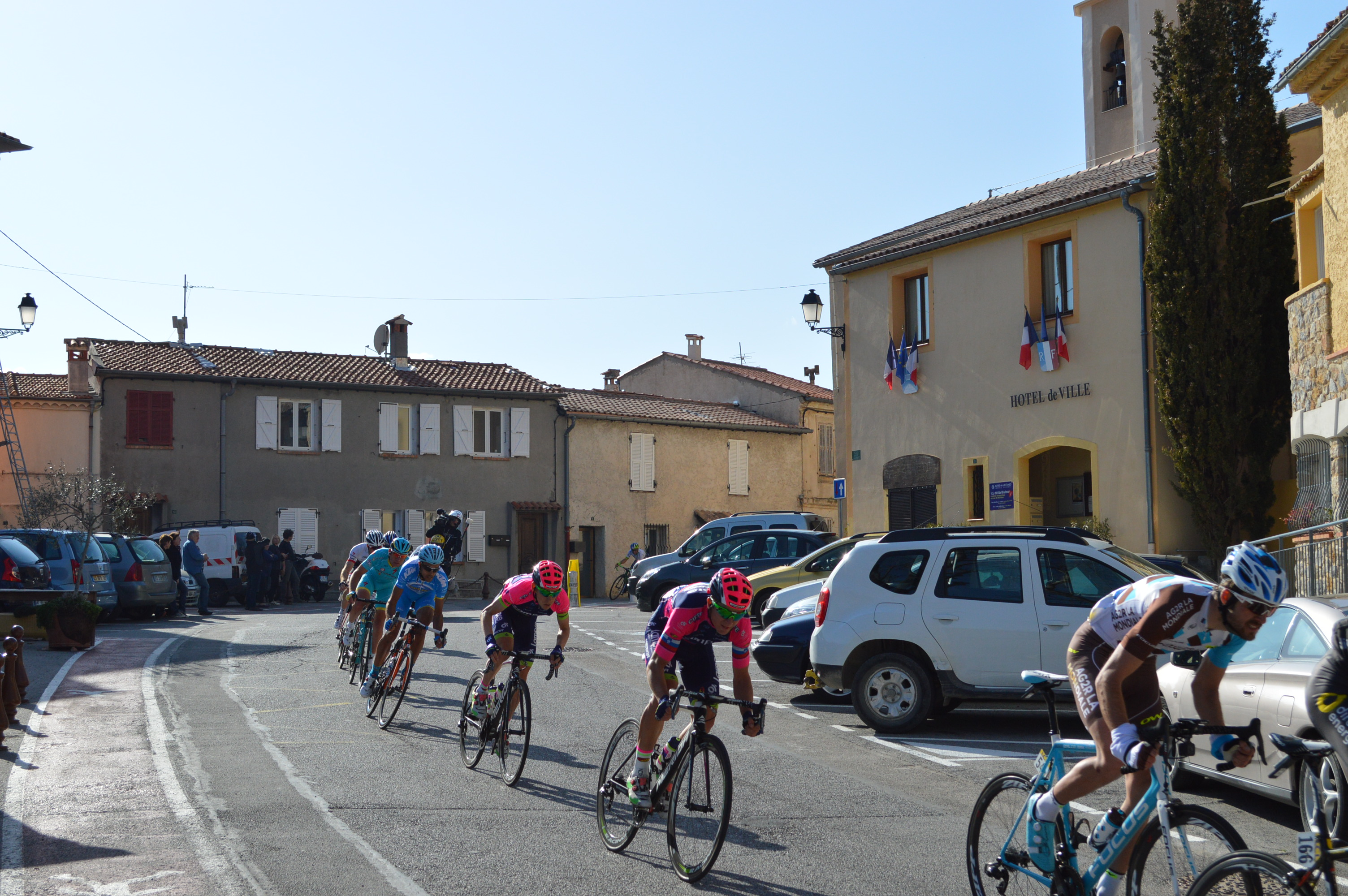
Passage du Paris-Nice devant l'hôtel de ville en 2016.

En 2023, le budget de la commune était constitué ainsi :
- total des produits de fonctionnement : 172 000 €, soit 746 € par habitant ;
- total des charges de fonctionnement : 144 000 €, soit 625 € par habitant ;
- total des ressources d'investissement : 72 000 €, soit 313 € par habitant ;
- total des emplois d'investissement : 269 000 €, soit 1 169 € par habitant ;
- endettement : 79 000 €, soit 345 € par habitant.

Avec les taux de fiscalité suivants :
- taxe d'habitation : 10,24 % ;
- taxe foncière sur les propriétés bâties : 15,37 % ;
- taxe foncière sur les propriétés non bâties : 13,11 % ;
- taxe additionnelle à la taxe foncière sur les propriétés non bâties : 0,00 % ;
- cotisation foncière des entreprises : 0,00 %.

Chiffres clés Revenus et pauvreté des ménages en 2021 : médiane en 2021 du revenu disponible, par unité de consommation : 20 720 €.

### Emploi
- Sttistiques Actifs en emploi et chômeurs à Revest-les-Roches

## Culture locale et patrimoine

### Lieux et monuments
- Chapelle Saint Roch, près du cimetière du village[51] ;
- Église paroissiale Saint-Laurent[52],[53];
- Oratoires[54] ;
- Four communal[55] ;
- Maison à arcades du XVe siècle ;
- Monument aux morts[56]. Conflits commémorés : Guerre franco-allemande de 1914-1918.

### Patrimoine naturel
Le Chêne du Villar, surnommé Marie-Jeanne, est labellisé « Arbre Remarquable » en 2012, par l'association A.B.R.E.S..
Situé dans le vallon du Villar, à 370 mètres d'altitude, depuis environ 800 ans, il sert de point de départ de la Verticale Haut Vial, trail organisé chaque année par la commune.

### Héraldique
| Blason de Revest-les-Roches | Blason  | D’azur au mont escarpé mouvant de la pointe surmonté d’un gril la poignée en chef accosté de deux lettres R capitales le tout d’argent. |
| Blason de Revest-les-Roches | Détails | Le statut officiel du blason reste à déterminer.                                                                                        |